# Duotone
duotone – druk lub edycja zdjęcia dwukolorowa. Najczęściej stosowana z powodów ekonomicznych, tudzież estetycznych. Można na przykład zastosować dwa kolory Pantone, przy wydruku pozornie wyglądającym na monochromatyczny. W zestawieniu dwóch barw o bardzo słabym i mocnym nasyceniu z tej samej tonacji uzyskujemy efekt silnego kontrastu i szczegółu. Duotone stosuje się również w przypadku bardzo popularnej sepii.